# Terrington with Wiggenthorpe
Terrington with Wiggenthorpe/Terrington with Wigganthorpe var en civil parish från 1866 till 1986 då den blev en del av Terrington, i grevskapet North Yorkshire, i England. Civil parish var belägen 21 km från York och hade 324 invånare år 1971.